# Saison 2021-2022 du Stade aurillacois Cantal Auvergne
Cette page présente la saison 2021-2022 du Stade aurillacois en Pro D2.

## Entraîneurs
- Walter Olombel : Directeur sportif
- Romeo Gontineac : Entraîneur principal
- Mathieu Lescure : Entraîneur
- Jean-Marc Goudal : Entraîneur
- David Banquet : Entraîneur
- Jérémy Wanin : Entraîneur

## Effectif professionnel
| Nom                   | Poste     | Naissance         | Nationalité sportive | International | Dernier club               | Arrivée au club (année) |
| --------------------- | --------- | ----------------- | -------------------- | ------------- | -------------------------- | ----------------------- |
| Alexandre Plantier    | Pilier    | 19 décembre 1991  | France               |               | Stade nantais              | 2020                    |
| Lucas Seyrolle        | Pilier    | 4 septembre 1995  | France               |               | Formé au club              | 2016                    |
| Julien Royer          | Pilier    | 13 novembre 1994  | France               |               | Valence Romans Drôme Rugby | 2021                    |
| Tim Daniel-Meissen    | Pilier    | 30 janvier 1989   | France               |               | RC Nîmes                   | 2020                    |
| Gheorghe Gajion       | Pilier    | 13 novembre 1992  | Moldavie             |               | Ospreys                    | 2020                    |
| Gabriel Polit         | Pilier    | 18 novembre 1999  | France               |               | Formé au club              | 2020                    |
| Giorgi Kartvelishvili | Pilier    | 10 décembre 1991  | Géorgie              |               | Formé au club              | 2019                    |
| Jarod Lévèque         | Pilier    | 2 avril 1998      | France               |               | Formé au club              | 2018                    |
| Gymaël Jean-Jacques   | Pilier    | 2 septembre 1998  | France               |               | SC Albi                    | 2021                    |
| Luka Nioradze         | Talonneur | 6 avril 1999      | France               |               | Formé au club              | 2019                    |
| Adrian Smith          | Talonneur | 27 avril 1987     | Nouvelle-Zélande     |               | North Harbour              | 2018                    |
| Théo Lachaud          | Talonneur | 31 août 2000      | France               |               | RC Toulon                  | 2021                    |
| Yann Tivoli           | 2e ligne  | 23 janvier 1992   | France               |               | Stade niçois               | 2021                    |
| Adrian Moțoc          | 2e ligne  | 11 juillet 1996   | Roumanie             |               | RC Massy                   | 2021                    |
| Giorgi Javakhia       | 2e ligne  | 24 septembre 1996 | Géorgie              |               | Lyon OU                    | 2018                    |
| Martial Rolland       | 2e ligne  | 17 août 1998      | France               |               | Lyon OU                    | 2020                    |
| Jean-Baptiste Singer  | 2e ligne  | 19 décembre 1994  | France               |               | Biarritz olympique         | 2020                    |
| Remy Sellan           | 2e ligne  | 19 juin 2000      | France               |               | Formé au club              | 2021                    |
| Isimeli Kuruibua      | 3e ligne  | 21 avril 1998     | Fidji                |               | Biarritz olympique         | 2021                    |
| Onehunga Havili       | 3e ligne  | 16 février 1996   | Tonga                |               | Sunwolves                  | 2020                    |
| Latuka Maituku        | 3e ligne  | 15 mars 1988      | France               |               | Formé au club              | 2009                    |
| Steve Moukete         | 3e ligne  | 27 novembre 1998  | France               |               | Formé au club              | 2018                    |
| Maxime Profit         | 3e ligne  | 9 février 1999    | France               |               | Lyon OU                    | 2020                    |
| Pierre Roussel        | 3e ligne  | 18 décembre 1988  | France               |               | Castres olympique          | 2012                    |
| Didier Tison          | 3e ligne  | 14 octobre 1993   | France               |               | Oyonnax rugby              | 2020                    |
| Giorgi Tsutskiridze   | 3e ligne  | 26 novembre 1996  | Géorgie              |               | CA Brive                   | 2017                    |
| Théo Cambon           | 3e ligne  | 20 janvier 1999   | France               |               | Formé au club              | 2020                    |
| Paul Farret           | 3e ligne  | 1er novembre 1997 | France               |               | SC Albi                    | 2021                    |
| David Delarue         | Mêlée     | 27 octobre 1996   | France               |               | CA Brive                   | 2021                    |
| Hugo Bouyssou         | Mêlée     | 4 juillet 1996    | France               |               | Formé au club              | 2015                    |
| Bernard Reggiardo     | Mêlée     | 14 janvier 1997   | Argentine            |               | Castres olympique          | 2018                    |
| Mikheil Alania        | Mêlée     | 19 novembre 1999  | Géorgie              |               | Formé au club              | 2020                    |
| Peter Nelson          | Ouverture | 5 octobre 1992    | Canada               |               | US bressane                | 2021                    |
| Marc Palmier          | Ouverture | 17 février 1999   | France               |               | ASM Clermont Auvergne      | 2019                    |
| Giorgi Gogoladze      | Ouverture | 27 octobre 1997   | Géorgie              |               | Avenir castanéen rugby     | 2018                    |
| Anderson Neisen       | Ouverture | 3 avril 1993      | France               |               | Valence Romans Drôme rugby | 2019                    |
| Thomas Dubourdeau     | Centre    | 30 décembre 1995  | France               |               | Formé au club              | 2016                    |
| Simeli Yabaki         | Centre    | 20 février 1998   | Fidji                |               | Formé au club              | 2020                    |
| Rhema Sagote          | Centre    | 29 août 1989      | Samoa                |               | North Harbour              | 2018                    |
| Christa Powell        | Centre    | 21 janvier 1997   | Fidji                |               | Stade français Paris       | 2019                    |
| Jimmy Yobo            | Centre    | 20 février 1992   | France               |               | Stade français Paris       | 2019                    |
| Lucas Vaccaro         | Centre    | 13 février 1997   | France               |               | SC Albi                    | 2021                    |
| Lewis Ormond          | Ailier    | 5 février 1994    | Nouvelle-Zélande     |               | Taranaki                   | 2021                    |
| AJ Coertzen (en)      | Ailier    | 16 octobre 1990   | Afrique du Sud       |               | Wildeklawer Griquas        | 2018                    |
| Albert Valentin       | Ailier    | 29 septembre 1988 | France               |               | Formé au club              | 2008                    |
| Elijah Niko           | Ailier    | 11 septembre 1990 | Nouvelle-Zélande     |               | Bedford Blues              | 2021                    |
| Gauthier Minguillon   | Arrière   | 13 mars 1994      | France               |               | Avenir valencien           | 2019                    |
| Pierre Le Huby        | Arrière   | 23 avril 1996     | France               |               | AS Mâcon                   | 2021                    |
| Antoine Aucagne       | Arrière   | 11 avril 2000     | France               |               | Formé au club              | 2020                    |

## Calendrier et résultats

### Pro D2
| - AS Béziers - Stade aurillacois : 22 - 19 - Stade aurillacois - Aviron bayonnais : 20 - 28 - Colomiers rugby - Stade aurillacois : 27 - 0 - Stade aurillacois - FC Grenoble : 21 - 16 - RC Narbonne - Stade aurillacois : 26 - 30 - Stade aurillacois - US bressane : 26 - 12 - Stade aurillacois - US Carcassonne : 30 - 23 - SU Agen - Stade aurillacois : 25 - 21 - Stade aurillacois - Provence rugby : 20 - 12 - USO Nevers - Stade aurillacois : 37 - 3 - Stade montois - Stade aurillacois : 38 - 10 - Stade aurillacois - Rouen NR : 36 - 9 - Oyonnax rugby - Stade aurillacois : 32 - 15 - Stade aurillacois - RC Vannes : 9 - 3 - US Montauban - Stade aurillacois : 19 - 9 | - Stade aurillacois - AS Béziers : 22-20 - Aviron bayonnais - Stade aurillacois : 31 - 6 - Stade aurillacois - Colomiers rugby : 12 - 10 - FC Grenoble - Stade aurillacois : 27 - 23 - Stade aurillacois - RC Narbonne : 18 - 13 - US bressane - Stade aurillacois : 17 - 13 - US Carcassonne - Stade aurillacois : 54 - 24 - Stade aurillacois - SU Agen : 23 - 22 - Provence rugby - Stade aurillacois : 20 - 16 - Stade aurillacois - USO Nevers : 27 - 23 - Stade aurillacois - Stade montois : 14 - 32 - Rouen NR - Stade aurillacois : 30 - 16 - Stade aurillacois - Oyonnax rugby : 25 - 21 - RC Vannes - Stade aurillacois : 51 - 17 - Stade aurillacois - US Montauban : 25 - 20 |

### Classement Pro D2
| Rang | Club               | J  | V  | N | D  | Bo | Bd | Pm  | Pe  | Diff | Pts |
| ---- | ------------------ | -- | -- | - | -- | -- | -- | --- | --- | ---- | --- |
| 1    | Stade montois      | 30 | 23 | 0 | 7  | 12 | 2  | 860 | 525 | +335 | 106 |
| 2    | Aviron bayonnais R | 30 | 20 | 2 | 8  | 12 | 4  | 890 | 607 | +283 | 100 |
| 3    | Oyonnax Rugby      | 30 | 20 | 1 | 9  | 10 | 4  | 910 | 534 | +376 | 96  |
| 4    | USON Nevers        | 30 | 16 | 2 | 12 | 9  | 5  | 759 | 611 | +148 | 82  |
| 5    | US Carcassonne     | 30 | 17 | 1 | 12 | 4  | 6  | 694 | 621 | +73  | 80  |
| 6    | Colomiers Rugby    | 30 | 18 | 0 | 12 | 2  | 4  | 639 | 595 | +44  | 78  |
| 7    | Provence Rugby     | 30 | 17 | 1 | 12 | 1  | 5  | 671 | 684 | -13  | 76  |
| 8    | US Montauban       | 30 | 14 | 2 | 14 | 3  | 5  | 671 | 758 | -87  | 68  |
| 9    | AS Béziers         | 30 | 13 | 1 | 16 | 2  | 8  | 619 | 634 | -15  | 64  |
| 10   | Stade aurillacois  | 30 | 14 | 0 | 16 | 1  | 5  | 550 | 720 | -170 | 62  |
| 11   | RC Vannes          | 30 | 12 | 2 | 16 | 4  | 5  | 655 | 623 | +32  | 61  |
| 12   | FC Grenoble        | 30 | 11 | 3 | 16 | 3  | 7  | 619 | 653 | -34  | 60  |
| 13   | SU Agen R          | 30 | 10 | 1 | 19 | 1  | 13 | 604 | 725 | -121 | 56  |
| 14   | Rouen NR           | 30 | 10 | 1 | 19 | 1  | 6  | 606 | 823 | -217 | 49  |
| 15   | US bressane P      | 30 | 9  | 3 | 18 | 1  | 3  | 607 | 844 | -237 | 46  |
| 16   | RC Narbonne P      | 30 | 5  | 2 | 23 | 0  | 8  | 544 | 941 | -397 | 32  |

## Statistiques

### Championnat de France
Meilleurs réalisateurs
| Rang | Joueur | Poste | Points | Essais | Transf. | Pén. | Drops |
| ---- | ------ | ----- | ------ | ------ | ------- | ---- | ----- |
| 1    | -      | -     | -      | -      | -       | -    | -     |
| 2    | -      | -     | -      | -      | -       | -    | -     |
| 3    | -      | -     | -      | -      | -       | -    | -     |
| 4    | -      | -     | -      | -      | -       | -    | -     |
| 5    | -      | -     | -      | -      | -       | -    | -     |

Meilleurs marqueurs
| Rang | Joueur | Poste | Essais |
| ---- | ------ | ----- | ------ |
| 1    | -      | -     | -      |
| 2    | -      | -     | -      |
| 3    | -      | -     | -      |
| 4    | -      | -     | -      |
| 5    | -      | -     | -      |